# Pakil
Pakil est une localité de la province de Laguna, aux Philippines. En 2015, elle compte 20 659 habitants.